# Volo Dan-Air 1008
Il volo Dan-Air 1008 era un volo passeggeri charter da Manchester, Gran Bretagna, a Tenerife, Isole Canarie (Spagna). Il 25 aprile 1980, il Boeing 727 operante il volo precipitò nella foresta del monte La Esperanza a Tenerife, mentre i piloti del velivolo stavano erroneamente eseguendo un circuito di attesa in un'area in cui il terreno era molto alto, provocando la distruzione dell'aeromobile e la morte di tutti i 146 a bordo (138 passeggeri e 8 membri dell'equipaggio). Questo fu il secondo grave incidente di Dan-Air in 10 anni, dopo il volo Dan-Air 1903 nel 1970.

## L'aereo
Il velivolo coinvolto nell'incidente era un Boeing 727, marche G-BDAN, numero di serie 19279, numero di linea 288. Prima di entrare nella flotta di Dan-Air nel 1974, operò per Japan Airlines (1966-1972) e per TOA Domestic Airlines (1972-1974). Era alimentato da 3 motori turboventola Pratt & Whitney JT8D-7. Al momento dell'incidente, l'aereo aveva circa 14 anni e aveva accumulato 30 622 ore di volo.

## L'equipaggio
Il comandante e il pilota in comando (PIC) era il cinquantenne Arthur John Whelan, che nella sua carriera aveva volato 58 volte verso l'aeroporto di Tenerife Nord. Aveva 15 299 ore di volo, di cui 1 912 sul Boeing 727. Il primo ufficiale era il 33enne Michael John Firth, che aveva volato all'aeroporto di Tenerife Nord 9 volte. Aveva 3 492 ore di volo, delle quali 618 sul Boeing 727. L'ingegnere di volo era Raymond John Carey, 33 anni, non era mai stato all'aeroporto di Tenerife Nord. Aveva 3 340 ore di esperienza di volo, sebbene la sua esperienza sul Boeing 727 non sia dichiarata nel rapporto.

## L'incidente
Il velivolo si trovava a 14 miglia nautiche (26 km) dal VOR/DME di Tenerife (denominato TFN) quando venne istruito, una volta raggiunto TFN, a procedere verso il radiofaro "FP" per un avvicinamento alla pista 12. L'aereo, che in quel momento si trovava a 11 000 piedi (3 400 m), venne quindi autorizzato a scendere a 6 000 piedi (1 800 m). L'equipaggio riportò di aver oltrepassato "TFN" e il controllore gli chiese di effettuare un circuito di attesa sopra il radiofaro "FP". Questa non era una procedura standard in quanto non era approvata e pubblicata sulle carte di navigazione; l'equipaggio, pur non essendo in possesso delle informazioni necessarie per eseguire la procedura, accettò l'istruzione impartita dall'ente di controllo. L'aeromobile, ottemperata la richiesta, comunicò al controllore di essere nel circuito. Circa un minuto dopo furono autorizzati a scendere a 5 000 piedi (1 500 m).
Sebbene il pilota in comando avesse dichiarato di essere entrato nel circuito secondo le istruzioni del controllore del traffico aereo spagnolo, in realtà portò l'aereo fuori da esso verso Sud-Est, in un'area di altura, dove l'altitudine minima di sicurezza era di 14 500 piedi (4 400 m). Quando durante la discesa verso i 5 000 piedi (1 500 m) si attivò il sistema di allarme di prossimità al suolo (GPWS), l'equipaggio reagì rapidamente e iniziò a salire. Con i motori a piena potenza, l'aereo virò verso destra e colpì il monte La Esperanza alle 13:21:15 ora locale. L'aereo stava volando all'interno di una nube quando impattò contro la montagna. La collisione provocò la completa disintegrazione dell'aeromobile, comportando la morte di tutte le persone a bordo e lasciando una scia di detriti lunga 350 metri.

## Le indagini
L'indagine ufficiale condotta dagli inquirenti spagnoli concluse che la causa dell'incidente era da attribuirsi al pilota in comando che, senza tener conto dell'altitudine a cui stava volando, portò l'aereo in un'area dal terreno elevato senza riuscire a mantenere la distanza con esso. Alla stesura del rapporto partecipò una delegazione britannica che indicò come ulteriore fattore le indicazioni tardive e ambigue del controllore del traffico aereo che contribuirono direttamente al disorientamento del comandante dell'aeromobile. Gli inquirenti riscontrarono anche che il circuito di attesa non standard verso cui l'aeromobile era stato indirizzato richiedeva virate particolarmente strette. Queste erano praticamente impossibili per un Boeing 727, rendendo inevitabile l'ingresso nella regione montuosa anche senza gli errori di navigazione commessi dall'equipaggio del Dan-Air 1008. Inoltre, gli investigatori britannici scoprirono che l'altitudine di 5 000 piedi (1 500 m) era inadeguata per questo circuito: quella corretta avrebbe dovuto essere di 8 000 piedi (2 400 m) con un'altitudine minima di 7 000 piedi (2 100 m). Il rapporto concluse che l'incidente non si sarebbe verificato se l'aeromobile non fosse stato autorizzato a scendere al di sotto dei 7 000 piedi (2 100 m).